# アブハジアと中華民国の関係
アブハジアと中華民国の関係（アブハジアとちゅうかみんこくのかんけい、グルジア語: აფხაზეთ-ტაივანის ურთიერთობა、ロシア語: Абхазско-Китайская Республика отношения、英語: Abkhazia–Taiwan relations）は、常にソビエト連邦やジョージア（グルジア）を仲介するものであり、これまで中華民国とアブハジアの間で直接の国交が樹立されたことは一度もない。